# Не играј на Енглезе (представа)
Не играј на Енглезе је позоришна представа редитељке Сташе Копривице рађене по тексту Владимира Ђурђевића. Представа је први пут изведена 2. новембра 2007. године у Београдском драмском позоришту. У првој глумачкој постави улоге су играли Даниел Сич као Паун, Иван Томић као Буле и Марко Живић као Пикси. Овај глумачки трио је представу одиграо 265 пута. 

## Радња
Три пријатеља се кладе на исту утакмицу, али сва тројица различито.

## Улоге
| Улога | Глумац               |
| ----- | -------------------- |
| Пикси | Александар Радојичић |
| Паун  | Андрија Кузмановић   |
| Буле  | Марко Гверо          |

## Спољашње везe
- Голубовић-Требјешанин, Борка. „„Не играј на Енглезе” поново у БДП-у”. Politika Online. Приступљено 2025-06-24.